# 11385 Бовуар
11385 Бовуар (11385 Beauvoir) — астероїд головного поясу, відкритий 20 вересня 1998 року.
Тіссеранів параметр щодо Юпітера — 3,238.